# Phelan (California)
Phelan è un census-designated place (CDP) degli Stati Uniti d'America, situato in California, nella contea di San Bernardino.